# Antimimistis
Antimimistis is een geslacht van vlinders van de familie spanners (Geometridae), uit de onderfamilie Larentiinae.

## Soorten
- A. attenuata Moore, 1887
- A. cuprina Prout, 1958
- A. subteracta Prout, 1925